# Мужская сборная Арубы по софтболу
Мужская национальная сборная Арубы по софтболу — представляет Арубу на международных софтбольных соревнованиях. Управляющей организацией является Федерация софтбола Арубы (нидерл. Aruba Softball Bond, англ. Aruba Softball Federation).

## Результаты выступлений

### Панамериканские чемпионаты
| Год       | Победы         | Поражения      | Место          |
| --------- | -------------- | -------------- | -------------- |
| 1981—2014 | не участвовали | не участвовали | не участвовали |
| 2017      | 1              | 6              | 13             |
| 2022      | не участвовали | не участвовали | не участвовали |

### Панамериканские игры
| Год        | Победы         | Поражения      | Место          |
| ---------- | -------------- | -------------- | -------------- |
| 1979—1987  | не участвовали | не участвовали | не участвовали |
| 1991       | 0              | 9              | 10             |
| 1995       | 2              | 12             | 7              |
| 1999—н. в. | не участвовали | не участвовали | не участвовали |

### Чемпионаты Южной Америки
| Год  | Победы | Поражения | Место |
| ---- | ------ | --------- | ----- |
| 2015 |        |           | 3     |
| 2016 |        |           | 6     |
| 2018 |        |           | 9     |